# Lucha en los Juegos Olímpicos de París 2024
El torneo de lucha en los Juegos Olímpicos de París 2024 se realizó en la Arena Campo de Marte de París del 5 al 11 de agosto de 2024.
En total se disputaron en este deporte 18 pruebas diferentes, 12 masculinas y 6 femeninas, repartidas en las 3 especialidades de este deporte: 6 en lucha grecorromana masculina, 6 en lucha libre masculina y 6 en lucha libre femenina. El programa de competiciones se mantuvo como en la edición anterior.

## Clasificación
Participaron en total 288 luchadores (192 hombres y 96 mujeres) de diferentes comités olímpicos nacionales pertenecientes a United World Wrestling.

## Calendario
| C | Clasificación | F | Finales |

| Fecha→ Cat. ↓ | 05 Lun | 06 Mar | 07 Mié | 08 Jue |
| ------------- | ------ | ------ | ------ | ------ |
| 60 kg         | C      | ●      |        |        |
| 67 kg         |        |        | C      | ●      |
| 77 kg         |        | C      | ●      |        |
| 87 kg         |        |        | C      | ●      |
| 97 kg         |        | C      | ●      |        |
| 130 kg        | C      | ●      |        |        |

| Fecha→ Cat. ↓ | 08 Jue | 09 Vie | 10 Sáb | 11 Dom |
| ------------- | ------ | ------ | ------ | ------ |
| 57 kg         | C      | ●      |        |        |
| 65 kg         |        |        | C      | ●      |
| 74 kg         |        | C      | ●      |        |
| 86 kg         | C      | ●      |        |        |
| 97 kg         |        |        | C      | ●      |
| 125 kg        |        | C      | ●      |        |

| Fecha→ Cat. ↓ | 05 Lun | 06 Mar | 07 Mié | 08 Jue | 09 Vie | 10 Sáb | 11 Dom |
| ------------- | ------ | ------ | ------ | ------ | ------ | ------ | ------ |
| 50 kg         |        | C      | ●      |        |        |        |        |
| 53 kg         |        |        | C      | ●      |        |        |        |
| 57 kg         |        |        |        | C      | ●      |        |        |
| 62 kg         |        |        |        |        | C      | ●      |        |
| 68 kg         | C      | ●      |        |        |        |        |        |
| 76 kg         |        |        |        |        |        | C      | ●      |

## Medallistas

### Lucha grecorromana masculina
| Evento               | Oro                       | Plata                               | Bronce                                                          |
| -------------------- | ------------------------- | ----------------------------------- | --------------------------------------------------------------- |
| 60 kg (6 de agosto)  | Kenichiro Fumita · Japón  | Cao Liguo · República Popular China | Zholaman Sharshenbekov · Kirguistán Ri Se-Ung · Corea del Norte |
| 67 kg (8 de agosto)  | Saeid Esmaeili · Irán     | Parviz Nasibov · Ucrania            | Həsrət Cəfərov · Azerbaiyán Luis Orta Sánchez · Cuba            |
| 77 kg (7 de agosto)  | Nao Kusaka · Japón        | Demeu Zhadyrayev · Kazajistán       | Maljas Amoyan · Armenia Akzhol Majmudov · Kirguistán            |
| 87 kg (8 de agosto)  | Semen Novikov · Bulgaria  | Alireza Mohmadi · Irán              | Zhan Beleniuk · Ucrania Turpal Bisultanov · Dinamarca           |
| 97 kg (7 de agosto)  | Mohammad Saravi · Irán    | Artur Alexanian · Armenia           | Gabriel Rosillo Kindelán · Cuba Uzur Dzhuzupbekov · Kirguistán  |
| 130 kg (6 de agosto) | Mijaín López Núñez · Cuba | Yasmani Acosta · Chile              | Amin Mirzazadeh · Irán Meng Lingzhe · República Popular China   |

### Lucha libre masculina
| Evento                | Oro                           | Plata                         | Bronce                                                     |
| --------------------- | ----------------------------- | ----------------------------- | ---------------------------------------------------------- |
| 57 kg (9 de agosto)   | Rei Higuchi · Japón           | Spencer Lee · Estados Unidos  | Aman Sehrawat · India Gʻulomjon Abdullayev · Uzbekistán    |
| 65 kg (11 de agosto)  | Kotaro Kiyooka · Japón        | Rahman Amuzad · Irán          | Sebastián Rivera · Puerto Rico Islam Dudayev · Albania     |
| 74 kg (10 de agosto)  | Razambek Jamalov · Uzbekistán | Daichi Takatani · Japón       | Kyle Dake · Estados Unidos Chermen Valiev · Albania        |
| 86 kg (9 de agosto)   | Magomed Ramazanov · Bulgaria  | Hasan Yazdani · Irán          | Aaron Brooks · Estados Unidos Dauren Kurugliyev · Grecia   |
| 97 kg (11 de agosto)  | Ajmed Tazhudinov · Baréin     | Guivi Macharashvili · Georgia | Maqomedxan Maqomedov · Azerbaiyán Amir Ali Azarpira · Irán |
| 125 kg (10 de agosto) | Gueno Petriashvili · Georgia  | Amir Hossein Zare · Irán      | Giorgi Meşvildişvili · Azerbaiyán Taha Akgül · Turquía     |

### Lucha libre femenina
| Evento               | Oro                                | Plata                             | Bronce                                                                 |
| -------------------- | ---------------------------------- | --------------------------------- | ---------------------------------------------------------------------- |
| 50 kg (7 de agosto)  | Sarah Hildebrandt · Estados Unidos | Yusneylis Guzmán · Cuba           | Yui Susaki · Japón Feng Ziqi · República Popular China                 |
| 53 kg (8 de agosto)  | Akari Fujinami · Japón             | Lucía Yépez Guzmán · Ecuador      | Choe Hyo-Gyong · Corea del Norte Pang Qianyu · República Popular China |
| 57 kg (9 de agosto)  | Tsugumi Sakurai · Japón            | Anastasia Nichita · Moldavia      | Helen Maroulis · Estados Unidos Hong Kexin · República Popular China   |
| 62 kg (10 de agosto) | Sakura Motoki · Japón              | Iryna Koliadenko · Ucrania        | Aisuluu Tynybekova · Kirguistán Grace Bullen · Noruega                 |
| 68 kg (6 de agosto)  | Amit Elor · Estados Unidos         | Meerim Zhumanazarova · Kirguistán | Buse Tosun · Turquía Nonoka Ozaki · Japón                              |
| 76 kg (11 de agosto) | Yuka Kagami · Japón                | Kennedy Blades · Estados Unidos   | Milaimy Marín Potrillé · Cuba Tatiana Rentería · Colombia              |

## Medallero
| Núm. | País                    | Oro | Plata | Bronce | Total |
| ---- | ----------------------- | --- | ----- | ------ | ----- |
| 1    | Japón                   | 8   | 1     | 2      | 11    |
| 2    | Irán                    | 2   | 4     | 2      | 8     |
| 3    | Estados Unidos          | 2   | 2     | 3      | 7     |
| 4    | Bulgaria                | 2   | 0     | 0      | 2     |
| 5    | Cuba                    | 1   | 1     | 3      | 5     |
| 6    | Georgia                 | 1   | 1     | 0      | 2     |
| 7    | Uzbekistán              | 1   | 0     | 1      | 2     |
| 8    | Baréin                  | 1   | 0     | 0      | 1     |
| 9    | Ucrania                 | 0   | 2     | 1      | 3     |
| 10   | República Popular China | 0   | 1     | 4      | 5     |
| 10   | Kirguistán              | 0   | 1     | 4      | 5     |
| 12   | Armenia                 | 0   | 1     | 1      | 2     |
| 13   | Chile                   | 0   | 1     | 0      | 1     |
| 13   | Ecuador                 | 0   | 1     | 0      | 1     |
| 13   | Kazajistán              | 0   | 1     | 0      | 1     |
| 13   | Moldavia                | 0   | 1     | 0      | 1     |
| 17   | Azerbaiyán              | 0   | 0     | 3      | 3     |
| 18   | Albania                 | 0   | 0     | 2      | 2     |
| 18   | Corea del Norte         | 0   | 0     | 2      | 2     |
| 18   | Turquía                 | 0   | 0     | 2      | 2     |
| 21   | Colombia                | 0   | 0     | 1      | 1     |
| 21   | Dinamarca               | 0   | 0     | 1      | 1     |
| 21   | Grecia                  | 0   | 0     | 1      | 1     |
| 21   | India                   | 0   | 0     | 1      | 1     |
| 21   | Noruega                 | 0   | 0     | 1      | 1     |
| 21   | Puerto Rico             | 0   | 0     | 1      | 1     |
|      | TOTAL                   | 18  | 18    | 36     | 72    |